# Commander in Chief
Commander in Chief is een nummer van de Amerikaanse zangeres Demi Lovato uit 2020.

## Achtergrondinformatie
"Commander in Chief" is een protestlied gericht aan de toenmalige Amerikaanse president Donald Trump, in aanloop naar de Amerikaanse presidentsverkiezingen van 2020. In een interview met CNN zei Lovato dat ze de tekst schreef om Trump "zijn verkeerde aanpak van raciale ongelijkheid, blanke suprematie, de coronapandemie en zijn uithollen van lhbti-rechten" aan de kaak te stellen. Lovato zei verder dat ze het land niet nog meer wil verdelen met het het nummer, maar hoopt dat het discussies op gang brengt en de opkomst bij de verkiezingen vergroot.
Het nummer bereikte de Amerikaanse Billboard Hot 100 niet, maar kwam wel tot de 18e positie in de Digital Songs-lijst van Billboard. In Nederland kwam de plaat niet verder dan een 21e positie in de Tipparade, en ook in Vlaanderen reikte het slechts tot de Tipparade.

## Tracklijst
- Muziekdownload

1. "Commander in Chief" - 3:14